# Bugula marcusi
Bugula marcusi är en mossdjursart som beskrevs av Maturo 1966. Bugula marcusi ingår i släktet Bugula och familjen Bugulidae. Inga underarter finns listade i Catalogue of Life.